# Stade Niko Dovana
Le Stade Niko Dovana (en albanais : Stadiumi Niko Dovana) est un stade polyvalent situé à Durrës, en Albanie. Il accueille les rencontres à domicile du KF Teuta Durrës, évoluant en première division albanaise de football. Il dispose d'une capacité de 12 040 places assises, ce qui en fait le sixième plus grand stade du pays.
Originellement nommé Stadiumi Lokomotiva, le stade est renommé en 1991 au nom de Niko Dovana (en), ancien gardien de but puis investisseur du Teuta Durrës.
Le 11 août 2010, l'équipe d'Albanie de football dispute son premier match dans le stade, un amical contre l'Ouzbékistan.
Lors du séisme de 2019 en Albanie, le stade est utilisé pour accueillir des tentes de personnes déplacées par la catastrophe.

## Matchs internationaux
Le stade a accueilli 2 matchs amicaux de l'équipe d'Albanie de football :
| 11 août 2010 | Albanie          | 1 - 0     | Ouzbékistan | Stade Niko Dovana, Durrës                     |  |  |
| 19h30        | Hamdi Salihi 14e | (rapport) |             | Affluence : 8 000 Arbitre : Pavle Radovanović |  |  |
|              |                  |           |             |                                               |  |  |

| 5 mars 2014 | Albanie                           | 2 - 0     | Malte | Stade Niko Dovana, Durrës                    |  |  |
| 17h00       | Migjen Basha 26e · Alban Meha 53e | (rapport) |       | Affluence : 8 000 Arbitre : Dejan Jakimovski |  |  |
|             |                                   |           |       |                                              |  |  |